# 克羅斯法爾角
克羅斯法爾角（英語：Cape Crossfire），是南極洲的海岬，位於維多利亞地的博克格雷溫克海岸，處於馬爾塔高原東南端，在1966年由新西蘭南極名稱諮詢委員會命名，現時由南極條約體系管理。